# Cratichneumon tibialis
Cratichneumon tibialis är en stekelart som först beskrevs av Tohru Uchida 1926.  Cratichneumon tibialis ingår i släktet Cratichneumon och familjen brokparasitsteklar. Inga underarter finns listade i Catalogue of Life.